# ألكسندر فيشر
ألكسندر فيشر (الروسية: Фишер, Александр Эммануилович) (و. 1944  م) هو موسيقي، ومعلم موسيقى روسي، ولد في خاباروفسك، يستخدم آلات بوق، وفلوجل هورن.

## روابط خارجية
- ألكسندر فيشر على موقع ميوزك برينز (الإنجليزية)
- ألكسندر فيشر على موقع ديسكوغز (الإنجليزية)